# Andrei Loginov
Andrei Loginov (* 1975 in Minsk, Weißrussische SSR) ist ein belarussischer Künstler.  Er lebt und arbeitet in Berlin.

## Leben
Loginov besuchte ab 1983 bis 1993 das Kunstlyzeum in Minsk, wo er eine klassische Malereiausbildung erhielt. Später immatrikulierte er sich an der in Minsk neu gegründeten Europäischen Universität für Geisteswissenschaften in der Fakultät für Moderne Kunst, wechselte dann 1997 nach Deutschland an die Düsseldorfer Kunstakademie und arbeitete dort für ein Jahr als Gaststudent bei Gerhard Merz.
Ab 1999 studierte er im Fachbereich der Bildhauerin Magdalena Jetelová. 2004 wurde Loginov Meisterschüler und arbeitete an Projekten mit zunehmendem Einschlag in Richtung der Fotografie.

## Werk und Rezeption
Andrei Loginov begann seine malerische Praxis mit einer 10-jährigen Ausbildung in Minsk, in der er praktisch alle aktuellen Ausdrucksformen und Stile der modernen und traditionellen Malerei erfuhr. Momentan arbeitet Loginov im Bereich Bildhauerei und Fotografie und verbindet die zu einer neuen Dimension medienüberschreitender „fotogenetischer Skulptur“, in denen er Dimensionen von Materie, Bewegung und Empfindung in unbestimmbare Formen des Übergangs überführt.

## Ausstellungen
- 2019: Critical Paradox, SA169, Berlin
- 2018: Biosynthetic, Kiev Art Week, Bereznitsky Aesthetics, Kiev
- 2018: Lichte Momente, Stadthaus Ulm
- 2018: Pra_Bel, Gallery Krynki Villa Sokrates, Krynki
- 2017: White-Red-White Ones, Centre of Contemporary Art in Torun
- 2016: Prototype, Siller Contemporary, Berlin
- 2016: Convent I, About Change, Produzentengalerie, Berlin
- 2016: Zbor, Galeria Arsenal, Bialystok
- 2015: Trajetoria em processo 3, Anita Schwarz Gallery, Rio de Janeiro
- 2014: Kunst im Dialog, Galerie Christine Hölz, Düsseldorf
- 2013: Follow the white rabit, ICG Centro Cultural Germanico, Niteroi
- 2013: Being charged, MOCA Taipai, Taiwan
- 2012: Unexpected collision, Contemporary Art Museum of Niteroi
- 2011: Hotspot Berlin-Eine Moment Aufnahme, Georg Kolbe Museum, Berlin
- 2010: Erased Walls, Mediation Biennale, Poznań
- 2010: Viel Dolkers, Volker Diehl Galerie, Berlin
- 2010: Who's afraid of the museum? Stedelijk Museum Hof van Busleyden, Mechelen
- 2009: The simple art of parody, MOCA Taipai, Taiwan
- 2008: Belarusian Perspectives, Arsenal Gallery, Bialystok
- 2007: Revision, Gallery Mimi Ferzt, New York
- 2007: That could have been me, Bereznitsky Galerie, Berlin
- 2006: Good-By, Festival der Weißrussischen Kultur, Berlin
- 2005: Co-operative experience, Halle 6, Düsseldorf
- 2005: Helden, Kunstpreis der Stadt Limburg
- 2003: off-beats 2003 – Positionen zeitgenössischer Kunst, Haus der Demokratie, Berlin
- 2002: Stoj!Kto Idjot? Festival for Young Art, NCCA, Moscow
- 2000:  New Art of Belarus, Centre for Contemporary Art, Ujazdovski Castle, Warschau
- 2000: Une Image pur le Future, Concours Europeen de Photographie, Lagora